# Hartholzaue

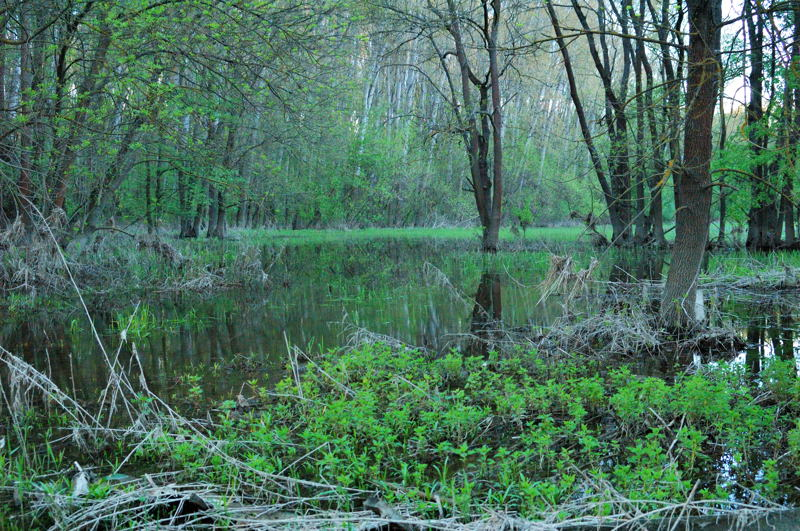
Hartholzaue im Bereich der March

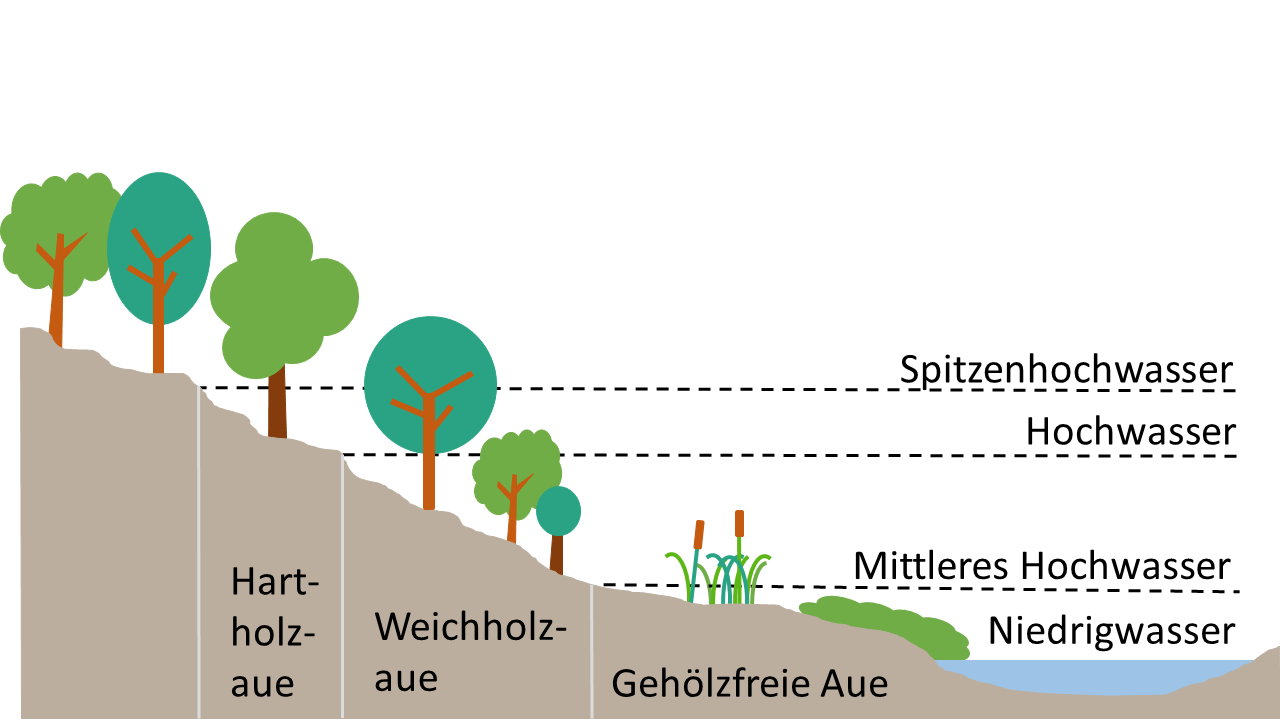
Schematische Darstellung der Zusammenhänge von Wasserstand und Auenwaldart.

Eine Hartholzaue, auch Harte Au, Harter Auwald, Hartauwald oder Hartholzwald, ist ein aus Harthölzern bestehender Auwald. Hartholzauen sind ein- bis zweimal im Jahr, zwischen 20 und 50 Tagen mit 0,5 m bis 3 m überschwemmte Bereiche der Flüsse und Ströme des Mittel- und des Unterlaufes oder in verlandenden Altarmen, z. B. abgeschnittenen Mäandern. An den Oberläufen der Mittelgebirgsregionen sind selten Hartholzauen zu finden. Sie werden hier durch Grauerlen- und Roterlen-Eschen-Uferwälder abgelöst.
Wie alle Auwälder gehört die Hartholzaue zu den azonalen Vegetationseinheiten Mitteleuropas.

## Pflanzenarten

### Baumschicht
Durch die gegenüber der Weichholzaue geringeren Strömungsgeschwindigkeit, Überschwemmungsdauer und Wassertiefe, etablieren sich in der Hartholzaue Gehölze, die Wechselfeuchte, d. h. den Wechsel zwischen Überschwemmungen und Trockenheit, tolerieren können. Die wichtigsten Baumarten sind Stieleiche, Feld-Ulme, Flatter-Ulme, Gemeine Esche, Berg-Ahorn, wobei die Anteile der Arten von Region zu Region stark schwanken können. Bestandsprägend ist häufig die Stieleiche (Quercus robur), die sich vor allem durch ihre Beständigkeit gegenüber Hochwasser auszeichnet. Nach dem flächenhaften Ausfall der Ulme durch das Ulmensterben, hat sie in vielen Auwäldern deren Lebensraum eingenommen. Allerdings verjüngt die Stieleiche derzeit in vielen Auwäldern nur noch zögerlich oder gar nicht und wird in der Verjüngung und im Unterstand seltener, ihr Anteil wird dann vor allem von der Esche eingenommen.
Die Baumarten der Hartholz-Auwälder sind gegenüber den Weiden- und Pappelarten der Weichholzaue konkurrenzüberlegen. Diese sind allerdings nicht nur weniger empfindlich gegen lange andauernde Überschwemmungen, sondern ertragen auch mechanische Beschädigungen besser (z. B. durch Eisgang). Die Schwarz-Erle ist nur bei hohem Grundwasserstand am Bestand beteiligt (Übergang zum Bruchwald).

### Zweite Baumschicht und Strauchschicht
- Traubenkirsche (Prunus padus)
- Wildapfel (Malus sylvestris) (selten)
- Walnuss (Juglans regia)
- Wildbirne (Pyrus pyraster) (selten)
- Feldahorn (Acer campestre)
- Roter Hartriegel (Cornus sanguinea)
- Pfaffenhütchen (Euonymus europaeus)
- Weißdorn (Crataegus monogyna und C. laevigata)
- Gemeiner Schneeball (Viburnum opulus)
- Schwarzer Holunder (Sambucus nigra)
- Rote Heckenkirsche (Lonicera xylosteum)
- Kratzbeere (Rubus caesius)
- Hopfen (Humulus lupulus)

Die Wilde Weinrebe (Vitis vinifera subsp. sylvestris, Syn.: Vitis sylvestris) hat ihre Urheimat in Auenwäldern. Die Art kommt in Deutschland nur in den allerwärmsten Regionen, in der Oberrheinebene, vor. Ob sie dort urwüchsig oder früh aus der Kultur verwildert ist, ist umstritten.

### Krautschicht
Verbreitete Waldbodenkräuter und Nährstoffzeiger sind: 
Buschwindröschen, Scharbockskraut, Gelbes Windröschen, Wald-Gelbstern, Echte Nelkenwurz, Gundermann, Waldziest, Riesen-Schwingel, Wald-Zwenke, Gefleckte Taubnessel, Giersch.
Eigentliche Auwaldarten sind selten und nur in wenigen Beständen verbreitet:
Winter-Schachtelhalm, Schlangen-Lauch, regional Zweiblättriger Blaustern.

## Hartholzauen-Gesellschaften
Die zonalen Gesellschaften der Buchen-Eichen-Mischwälder werden in den Auen unabhängig von der Vegetationszone von den azonalen Eichenmischwäldern der Hartholzauen abgelöst (siehe: Waldgesellschaften Mitteleuropas).
In Bereichen, die regelmäßig überschwemmt werden, etablieren sich Bestände, die zur Assoziation des Ulmen-Stieleichen-Auwalds Querco-Ulmetum minoris gestellt werden, benannt nach der Stieleiche (Quercus robur) und der Feldulme (Ulmus minor).
Dieser Waldtyp ist der eigentliche Hartholzauenwald. Gemeinsam mit den Bachauenwäldern bildet er im pflanzensoziologischen System den Verband Alno-Ulmion innerhalb der Buchenwälder und buchenwaldartigen Laubwälder Europas (Ordnung Fagetalia). Trennarten des Ulmen-Stieleichen-Auwalds gegenüber den Bachauenwäldern sind Acer campestre, Carpinus betulus, Crataegus laevigata und C. monogyna, Hedera helix, Ligustrum vulgare, Malus sylvestris, Populus alba, Pyrus pyraster, Quercus robur, Ulmus laevis und U. minor; auffälligerweise also ausschließlich Holzgewächse.
Der Ulmen-Stieleichen-Auwald als azonale Waldgesellschaft ist in Europa sehr weit verbreitet. Entsprechend lassen sich regional oder bodenkundlich definierte Ausbildungen unterschieden.
- Ausbildung mit Ulmus laevis. Nur auf kalkarmen Böden.
- Ausbildung mit Populus alba, Malus sylvestris, Gemeine Schmerwurz (Tamus communis), Juglans regia, Mandelblättrige Wolfsmilch (Euphorbia amygdaloides), Weinrebe (Vitis sylvestris). Wärmeliebende Rasse des Oberrheingebiets.
- Ausbildung mit Anemone ranunculoides, Glechoma hederacea, Sambucus nigra, Bärlauch (Allium ursinum). Auf nährstoffreichen Böden (fehlt deshalb den Auwäldern der Alpenflüsse).
- Ausbildung mit Rohr-Glanzgras. Auf gleichmäßig bodennassen Gley- oder Nassgleyböden im oberen Donauraum und an den Alpenflüssen.

In besonders bodennassen Auen-Abschnitten an der unteren Donau, am Rhein und am Main wird der Ulmen-Stieleichen-Auwald durch den ansonsten besonders in Bachauen verbreiteten Schwarzerlen-Eschen-Auwald (das Pruno-Fraxinetum) ersetzt. Neben den namensgebenden Arten Traubenkirsche (Prunus padus) und Esche (Fraxinus excelsior) sind hier auch Schwarzerle (Alnus glutinosa) und Flatterulme (Ulmus laevis) häufig, während die Stieleiche zurücktritt. Der Schwarzerlen-Eschen-Auwald meidet aber die eigentliche Uferzone der Ströme und größeren Flüsse.
Beim Abschneiden eines Mäanders und der Entstehung eines Altarmes gehen Hartholzauen in Bruchwälder über. Bei stetiger Überstauung entstehen Erlenbrüche.
Nur in den am höchsten gelegenen Teilen der Hartholzaue gelingt es der Rotbuche in ozeanischen Klimaten, Fuß zu fassen, da sie empfindlich auf Staunässe und schwankende Grundwasserspiegel, Überschwemmungen und den damit verbundenen reduktiven Bodenbedingungen reagiert. Stieleiche, Hainbuche und Ulme vertragen diese Bedingungen besser als die Rotbuche.
Die geringe Strömungsgeschwindigkeit bei Hochwasserereignissen führt im Hartholz-Auenwald meist zur Ablagerung feinerer Sedimente wie Lehm und Ton (Auen-Vega-Lehm und Vergleyung). Ausnahme sind hier die Alpenflüsse, bei denen Schotter auch im Hartholzauenwald den Untergrund bildet. Meist nimmt man an, dass die Auenlehm-Ablagerung durch den Menschen bedingt ist (verstärkte Erosion im Einzugsgebiet, v. a. aufgrund von Ackerbau). Von Natur aus hätten auch die Flüsse der Mittelgebirge kiesgeprägte Auen.

## Landschaftsökologischer Wert
„Von all unseren mitteleuropäischen Waldgesellschaften ist der Eichen-Ulmen-Auwald die vielseitigste nach Struktur, Artenzahl und kleinflächigem Wechsel unterschiedlicher Ausbildungen. Mit mehreren artenreichen Baum- und Strauchschichten und damit einem hohen Anteil an Phanerophyten, mit einem unregelmäßigen Kronendach, in dem einzelne Baumriesen die Höhe von 35 m überschreiten können, mit Lianen und einem warm-luftfeuchten Bestandesklima weicht unser Auenwald von den meist baumartenarmen Wäldern Mitteleuropas stark ab und stellt sich in die Nähe warmtemperierter, ja tropischer Feuchtwälder“ (Erich Oberdorfer).
Hartholzauen sind wegen der häufigen natürlichen Störungen reich an großvolumigem Totholz; die verschiedenen Entwicklungsphasen des Waldes können kleinsträumig nebeneinander auftreten und bieten so eine große Vielfalt an Lebensräumen. Hartholzauen bilden eine ausgeprägte 2. Baumschicht bzw. Strauchschicht, die von den Altbäumen überragt wird und bei längerem Hochwasser gestört wird. Dadurch  entstehen Wälder mit sonnenexponierten alten Eichen und Ulmen, die idealer Lebensraum für stenöke Arten wie den Großen Eichenbock sind. Da Eichen und Ulmen lichtere Kronen als die Rotbuche besitzen, wird die Entstehung eines sehr dichten Unterwuchses gefördert.

### Tierarten der Hartholzauen
- 400 überwiegend nacht- und dämmerungsaktive Falterarten, z. B. Großer Schillerfalter, Großer Fuchs, Violetter Silberfalter
- Landlebensraum für Libellenarten, z. B. Blauflügel-Prachtlibelle, Gebänderte Prachtlibelle, Große Königslibelle, Kleine Mosaikjungfer, Blutrote Heidelibelle,  Großer Blaupfeil.
- 1000 Käferarten Hirschkäfer, Großer Eichenbock, Weberbock, Moschusbock.
- Kammmolch, Bergmolch, Erdkröte, Teichfrosch, Seefrosch, Springfrosch, Laubfrosch, Kreuzkröte, Geburtshelferkröte, Knoblauchkröte.
- Zauneidechse, Ringelnatter, Schlingnatter.
- Waldkauz, Waldohreule, Spechte, Singdrossel, Pirol, Nachtigall, Mäusebussard, Schwarzmilan.

Weitere Tierarten sind Fledermäuse, v. a. die Wasserfledermaus, Fischotter, Biber, Igel.

## Rückgangsursachen und rechtlicher Schutz
Die Hartholzauen gehören zu den am stärksten gefährdeten Biotopen Mitteleuropas; ebenso sind deren natürliche Waldgesellschaften vom Aussterben bedroht bzw. gebietsweise ausgestorben. Ursprünglich waren Hartholzauen an allen Flüssen und Strömen, v. a. an Elbe, Donau, und Rhein verbreitet und auch großflächig prägend. Hinzu kamen sämtliche kleinere Flüsse des Hügel- und Tieflandes, sofern dort nicht Moore, Weichholzauen, Wasserflächen und Brüche vorherrschten.
Die Überstauung und die lang anhaltende Nässe fördert die Entstehung von Auen-Vega-Böden. Diese sehr fruchtbaren Böden machten die Flussauen schon in der Römerzeit zu begehrten Siedlungsstandorten. Durch die Siedlungstätigkeiten und die Nutzung als Hutewald, Waldäcker, später Weiden und Äcker; sowie durch den Holzbedarf waren die Hartholzauen wahrscheinlich schon im Hochmittelalter im Rückgang. In der Neuzeit wurden die Hutungen ausgeweitet und weitere Wälder gerodet, ab dem 18. Jahrhundert wurden Hartholzauen forstwirtschaftlich genutzt.
Die Umwandlung von Hartholzauen in Grünland und Acker hielt in Mitteleuropa bis in das späte 20. Jahrhundert an. Im 19. und 20. Jahrhundert waren die menschlichen Eingriffe, v. a. Bebauung, Flussbegradigungen und Aufforstungen mit anderen Baumarten die stärksten Rückgangsfaktoren. Der vom Großen Ulmensplintkäfer (Scolytus scolytus) übertragene Pilz (Ceratocystis ulmi) führt zum flächigen Absterben der Ulmen (v. a. Ulmus minor) und zu einer Veränderung der natürlichen Waldgesellschaften auch in naturbelassenen Hartholzauen.
Hartholzauwälder sind nach FFH-Richtlinie, Anhang I, „natürliche Lebensräume von gemeinschaftlichem Interesse, für deren Erhaltung besondere Schutzgebiete ausgewiesen werden müssen“. In Deutschland sind sie nach § 30 BNatSchG „gesetzlich geschützte Biotope“, die auch ohne weitere Anordnungen einem besonderen Schutz unterliegen (Landesgesetze  beachten). 